# Incendio en el centro de Lima de 2023
El incendio en el centro de Lima de enero de 2023 se produjo entre la noche del 19 de enero y la madrugada del 22 de enero de 2023, en el centro histórico de Lima, la capital peruana, en el contexto de la manifestación «toma de Lima» de las protestas de enero contra la presidenta Dina Boluarte.
El edificio siniestrado fue la Casa Marcionelli, casona de los treinta del siglo XX y declarada Patrimonio de la Humanidad.
La Municipalidad Metropolitana de Lima informó que el fuego había alcanzado el jirón Contumazá y fue confinado a las 3:54 a. m. del 20 de enero, pero no fue extinguido. El fuego afectó a otras 14 casas y dejó sin hogar a 28 extranjeros. Se destruyeron 600 metros cuadrados y 50 personas resultaron afectadas.

## Contexto
El centro de Lima es el motor político de Lima Metropolitana y del Perú en general, en sus interiores se encuentra el damero de Pizarro, que abarca los edificios y estructuras de los poderes del Estado peruano. También se encuentra la plaza San Martín, icono de las diferentes y variadas manifestaciones que se da en el país andino.
Desde finales de 2022, el país vive un periodo de violencia política desde la detención del destituido presidente Pedro Castillo por el intento de autogolpe de Estado y la asunción de Dina Boluarte a la presidencia del Perú. Los manifestantes contrarios a la entonces nueva presidenta informaron en diciembre de ese año que realizarían una nueva «marcha de los Cuatro Suyos» en referencia a la movilización que se dio en 2000 contra el debilitado gobierno de Alberto Fujimori.

## Desarrollo

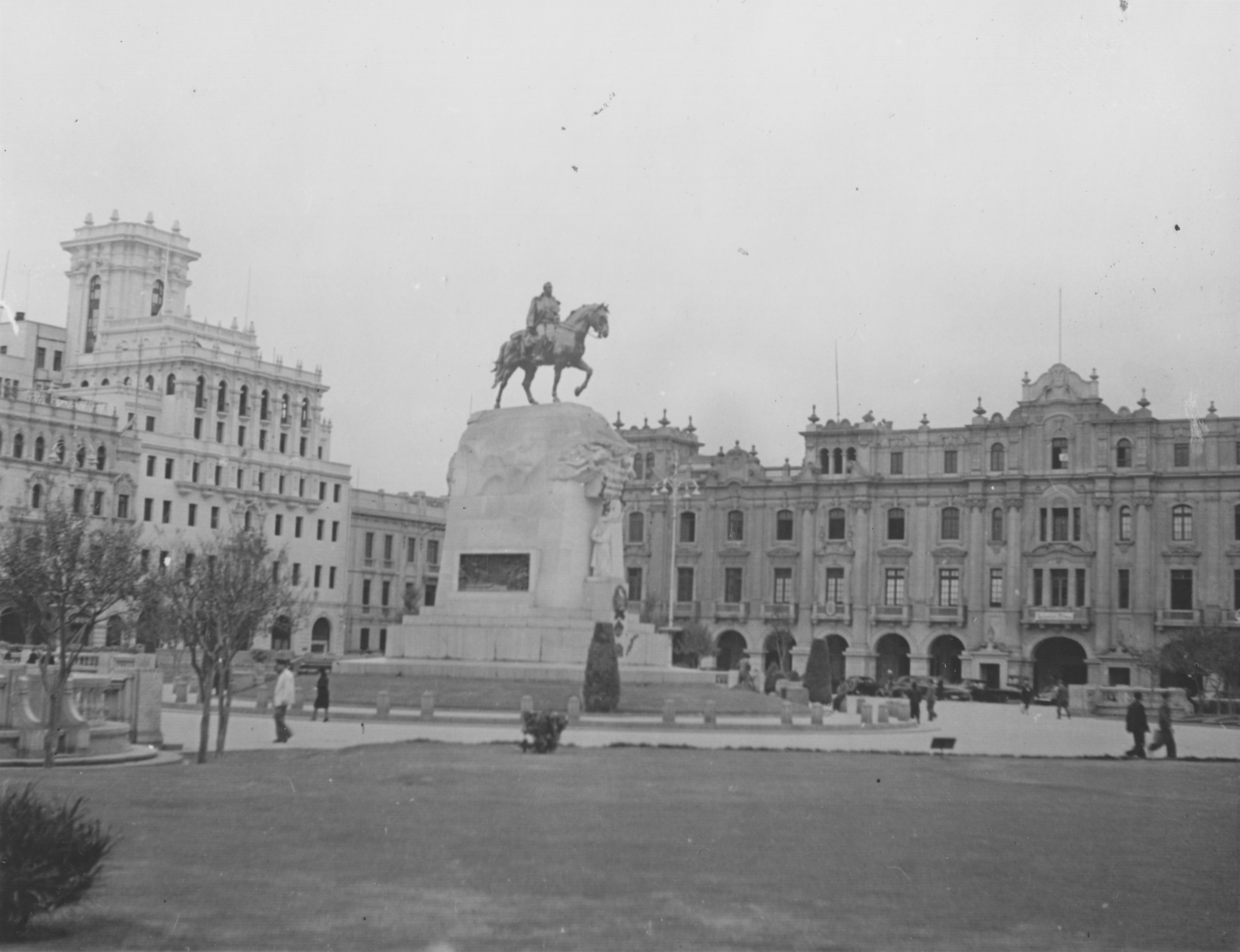
La casa Marcionelli en 1941, a la centro izquierda, la casona afectada

### Origen del incendio
Las cámaras de seguridad del Centro de Control y Operaciones de la Municipalidad de Lima registraron el origen del incendio, momentos en que manifestantes encendieron una fogata y lanzaron pirotécnicos «bombardas» cerca de la casona ubicada en el centro de Lima; vecinos de la zona dijeron a la prensa que antes del siniestro se escuchó una explosión.
Otros varios testigos (incluyendo el propietario de la casona siniestrada) aseguraron que el incendio fue provocado por una bomba lacrimógena arrojada por la policía sobre el tejado del edificio. Esta versión fue descarta por el ministro del Interior Vicente Romero. Finalmente, en declaraciones para La Encerrona, el propietario anunció que demandará al Estado peruano y a la Policía Nacional por, según él, haber provocado el incendio y destrucción de su propiedad.

### Incendio

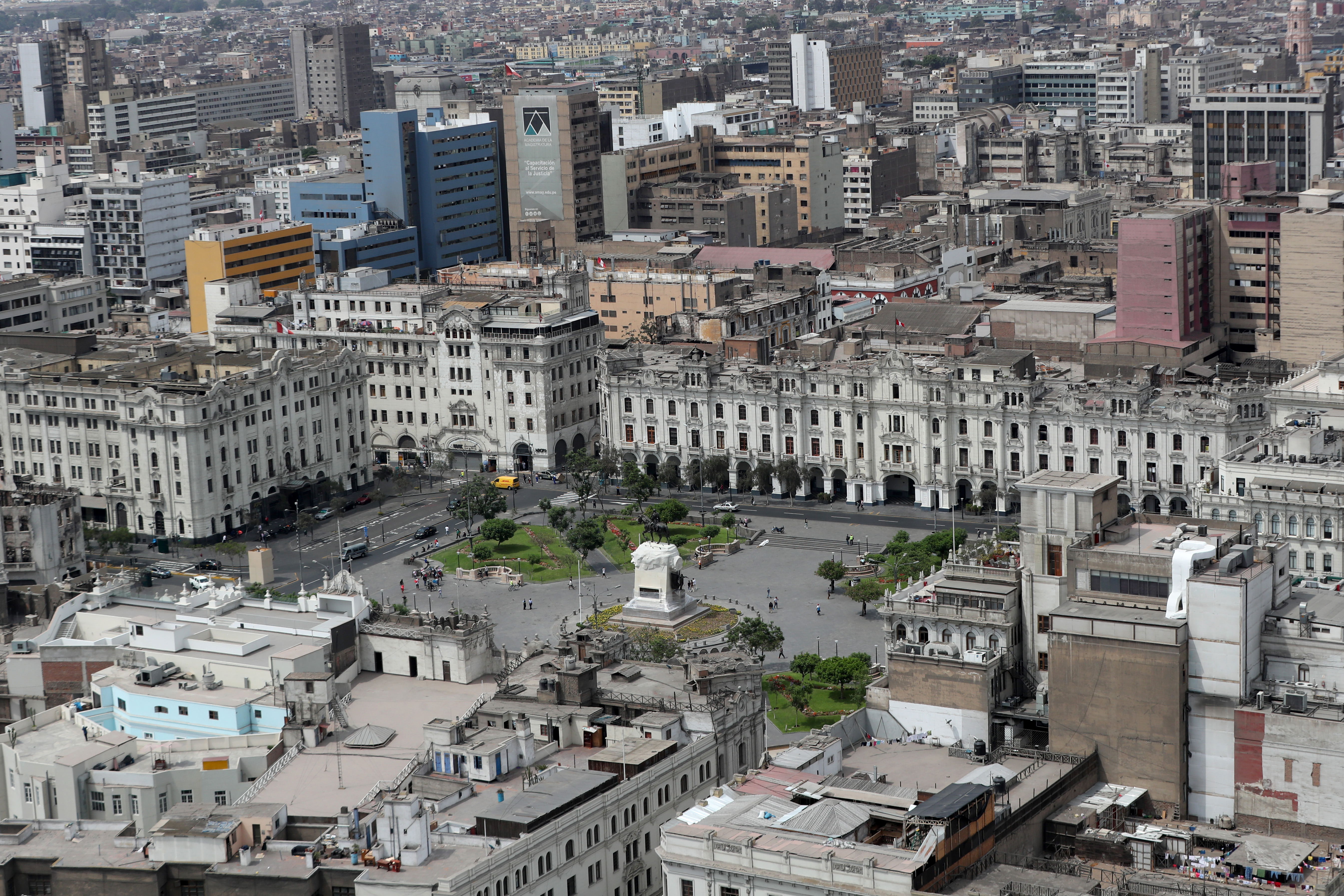
La plaza San Martín, a donde intentaban llegar los manifestantes

El siniestro se produjo la noche del 19 de enero de 2023, en medio de enfrentamientos entre la Policía Nacional del Perú y manifestantes que intentaban llegar a los palacios de los poderes legislativo y de gobierno, sedes del parlamento y la presidencia, respectivamente. El epicentro fue un edificio histórico de la época colonial ubicado entre los jirones Lino Cornejo y Carabaya.
Ponce explicó que la casona republicana del siglo xx fue construida con materiales inflamables propios de su época:

Es un edificio histórico y el material de construcción es de quincha (un antiguo entramado de caña o bambú recubierto con barro), son rápidamente inflamables.

El inicio del fuego detuvo el enfrentamiento; el Cuerpo de Bomberos Voluntarios del Perú se hizo presente y lo catalogó como «código 3» en nivel de peligro. Para las 10:00 p. m. (hora peruana), Luis Ponce, comandante general del Cuerpo de Bomberos, informó a través de América TV que el incendio no podía ser controlado y fue reclasificado como «código 4», Ponce pidió a los manifestantes que permitan el ingreso de las unidades de apoyo. La conflagración comenzó a extenderse entre las otras casas coloniales y los habitantes se apresuraron a sacar sus pertenencias ante el avance del fuego; el Cuerpo de Bomberos también ayudó a evacuar a las personas que se encontraban cerca. Se informó de un ataque con piedras a un camión de bomberos por parte de los manifestantes y de algunas agresiones a los bomberos. El comandante Mario Casaretto, del Cuerpo de Bomberos, informó de que los manifestantes atacaron a las unidades de apoyo que llegaban al lugar del siniestro. Diecinueve unidades del cuerpo tuvieron que acudir al siniestro. Al mismo tiempo, la Policía Nacional del Perú logró tomar el control del perímetro y cercar la zona del incendio.

Edificio Siniestrado
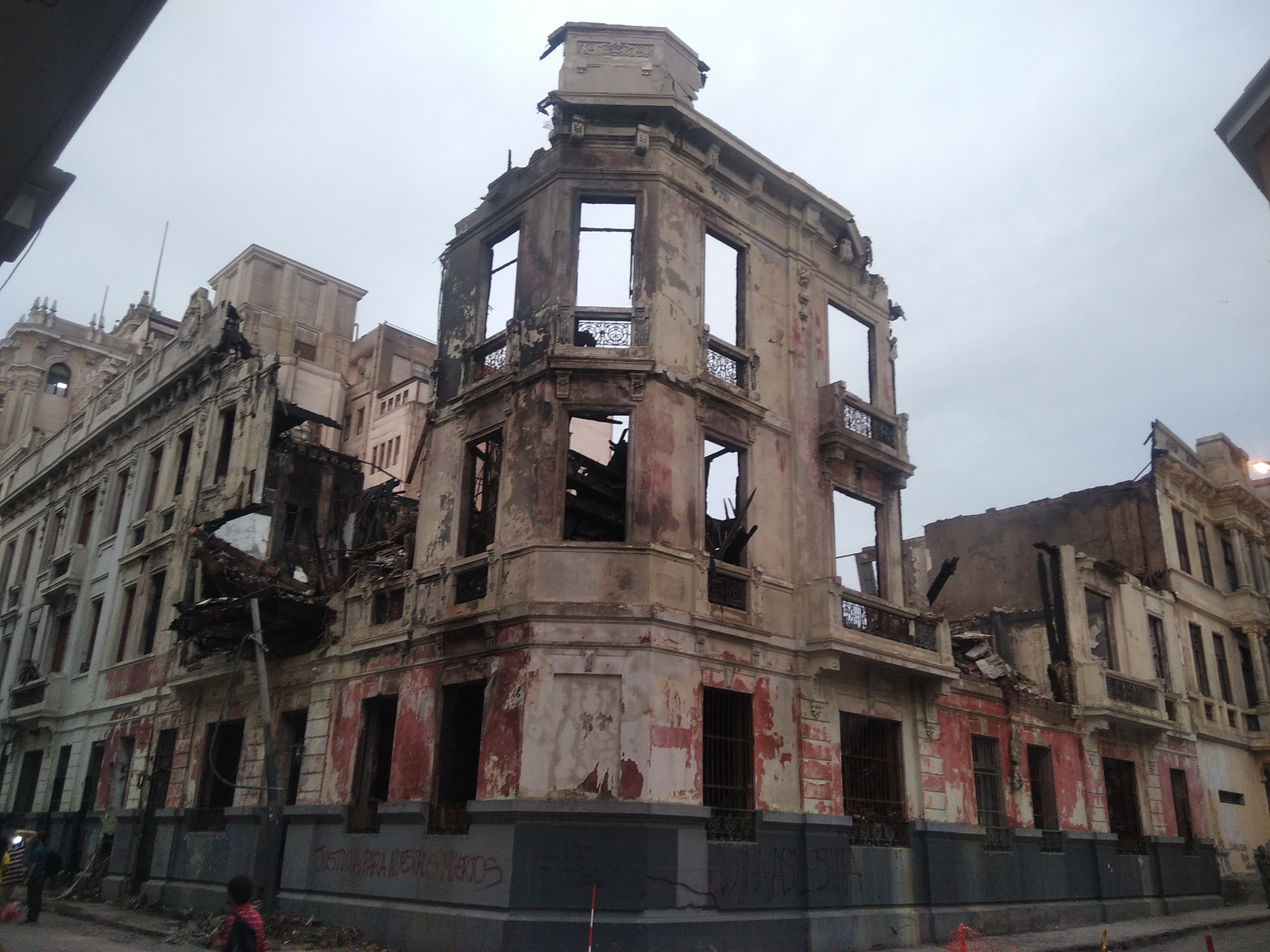
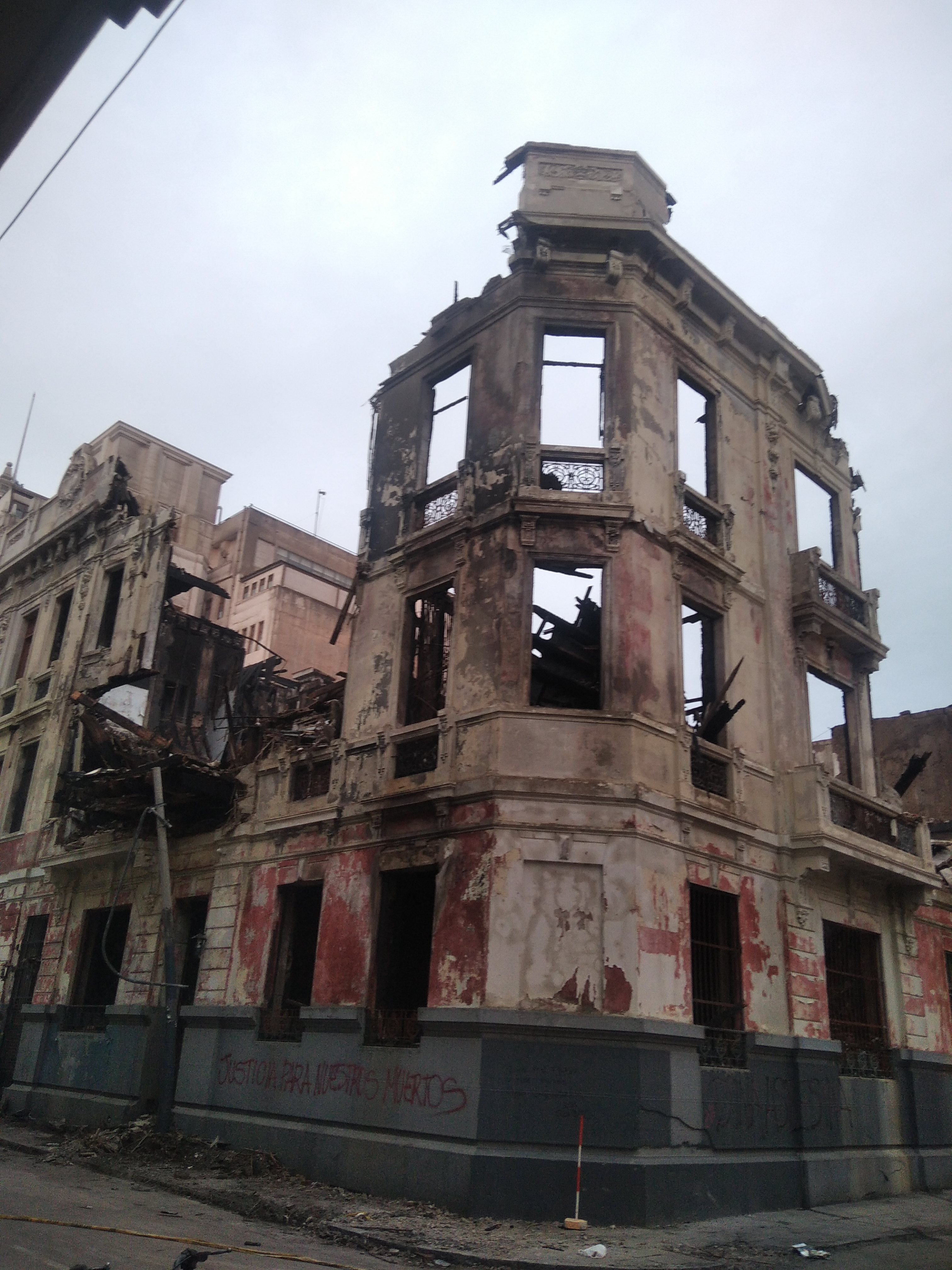
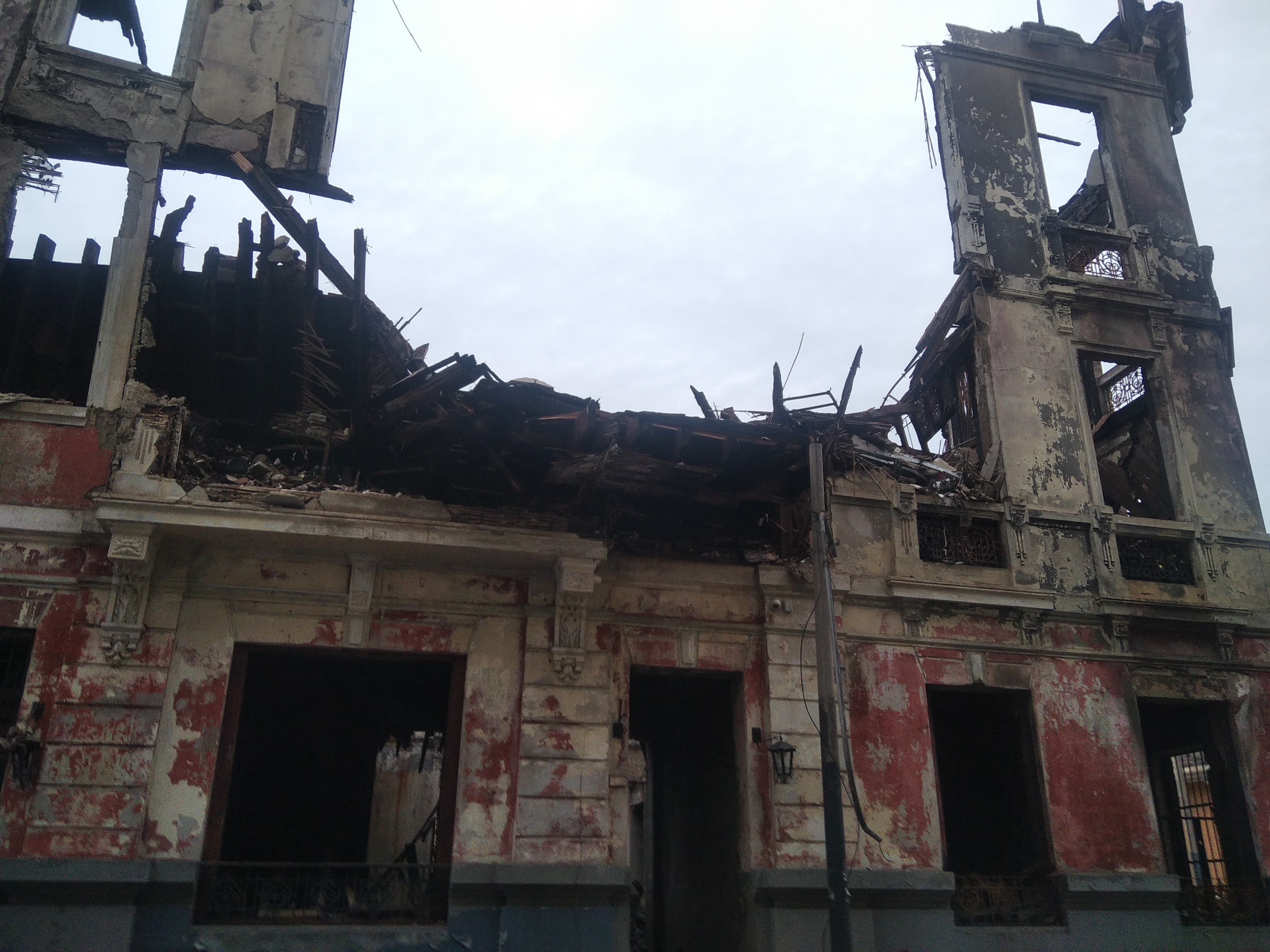

La casona consumida por el fuego es Patrimonio de la Humanidad por ser parte del centro histórico de Lima; era de la época de los años 30 del siglo XX, fue restaurada en 2022 y funcionaba como boutique y galería de arte.

## Reacciones
- Vicente Romero, el ministro del Interior del gobierno de Dina Boluarte, descartó que una bomba lacrimógena de la Policía peruana haya sido la causante del incendio, expresó textualmente lo siguiente: «yo puedo colocar ese artefacto [en referencia a la bomba] en mi bolsillo y no causa quemadura ni incendio, simplemente, provoca gas».[18]
- El embajador de Suiza en Perú, Paul Garnier, lamentó el siniestro de la vivienda afectada. Cabe señalar que dicha vivienda fue sede del consulado general de Suiza y sus oficinas empresariales hasta fines de los años 1940.[19]